# Commandeur Jules Gravereaux
'Commandeur Jules Gravereaux' est un cultivar de rosier obtenu en 1906 par le rosiériste lyonnais J.-B. Croibier et mis au commerce en 1908. Il est issu d'un croisement de 'Frau Karl Druschki' (Lambert, 1896) x 'Liberty' (Dickson, 1900). 

## Description
Il s'agit d'un rosier hybride remontant à port dressé au feuillage vert-gris pouvant atteindre 150 cm. Ses boutons pointus laissent la place à de grandes fleurs rouge écarlate aux pétales crantés qui leur donnent un aspect flou très original. Elles exhalent un parfum capiteux. La floraison est remontante. La zone de rusticité de ce rosier est de 6b à 9b; il est donc résistant aux hivers rigoureux.
Il existe une mutation grimpante découverte en 1925.
Ce rosier rend hommage à Jules Gravereaux (1844-1916), chevalier de la Légion d'honneur et commandeur du Mérite agricole en 1902 et à l'origine de la roseraie de L'Haÿ, première roseraie moderne, où on peut l'admirer.

## Descendance
- Par croisement avec 'Château de Clos-Vougeot', il a donné naissance à 'Souvenir de Claudius Denoyel' (Chambard, 1920)[5].